# وزارة الثقافة والرياضة (إسرائيل)
وزارة الثقافة والرياضة (بالعبرية: משרד התרבות והספורט‏) هي وزارة حكومية في إسرائيل. في الفترة ما بين عامي 1949 و1999، كانت الثقافة جزءا من الحقائب الوزارية الأخرى. ففي الفترة ما بين عامي 2003 و2006 مرة أخري، كانت الثقافة جزءا من وزارة التعليم. وبالمثل الرياضة، كانت ضمن وزارة التعليم، في الفترات مابين عامي 1994 و 1999، والفترة ما بين عامي 2003 و 2006. تم دمج كل من الثقافة والرياضة مع وزارة العلوم والتكنولوجيا بين عامي 2006 و 2009، قبل أن يتم تقسيمهما إلى وزارات منفصله في التشكيل الحكومي الجديد في مارس 2009.

## قائمة الوزراء
| #                             | الوزير                        | الحزب                         | الحكومة                       | بداية المنصب                  | نهاية المنصب                  |
| وزير العلوم والثقافة والرياضة | وزير العلوم والثقافة والرياضة | وزير العلوم والثقافة والرياضة | وزير العلوم والثقافة والرياضة | وزير العلوم والثقافة والرياضة | وزير العلوم والثقافة والرياضة |
| ----------------------------- | ----------------------------- | ----------------------------- | ----------------------------- | ----------------------------- | ----------------------------- |
| 1                             | متان فلنائي                   | حزب العمل الإسرائيلي          | 28                            | 5 أغسطس 1999                  | 2 نوفمبر 2002                 |
| 2                             | أوفير بينس باز                | حزب العمل الإسرائيلي          | 31                            | 4 مايو 2006                   | 1 نوفمبر 2006                 |
| 3                             | غالب مجادلة                   | حزب العمل الإسرائيلي          | 31                            | 29 يناير 2007                 | 31 مارس 2009                  |
| وزير الثقافة والرياضة         |                               |                               |                               |                               |                               |
| 4                             | ليمور ليفنات                  | ليكود                         | 32، 33                        | 31 مارس 2009                  | 14 مايو 2015                  |
| 5                             | ميري ريغيف                    | ليكود                         | 34                            | 14 مايو 2015                  |                               |

## وصلات خارجية
- وزارة الثقافة والرياضة.
- وزارء الثقافة والرياضة.